# 大峪镇 (济源市)
大峪镇，是中华人民共和国河南省济源市下辖的一个乡镇级行政单位。

## 行政区划
大峪镇下辖以下地区：
桥沟村、乱石村、三岔河村、砚瓦河村、陡沟村、召庄村、槐姻村、仙口村、薛寨村、栗园村、东沟村、寺郎腰村、陡岩沟村、林仙村、曾庄村、方山村、反头岭村、偏看村、王坑村、鹿岭村、朝村、董岭村、大奎岭村、草沟村、上寨村、冢崮堆村、王拐村、小横岭村、堂岭村和桐树岭村。